# Dipseudopsis wittei
Dipseudopsis wittei là một loài Trichoptera trong họ Dipseudopsidae. Chúng phân bố ở vùng nhiệt đới châu Phi.